# Werner Gilles

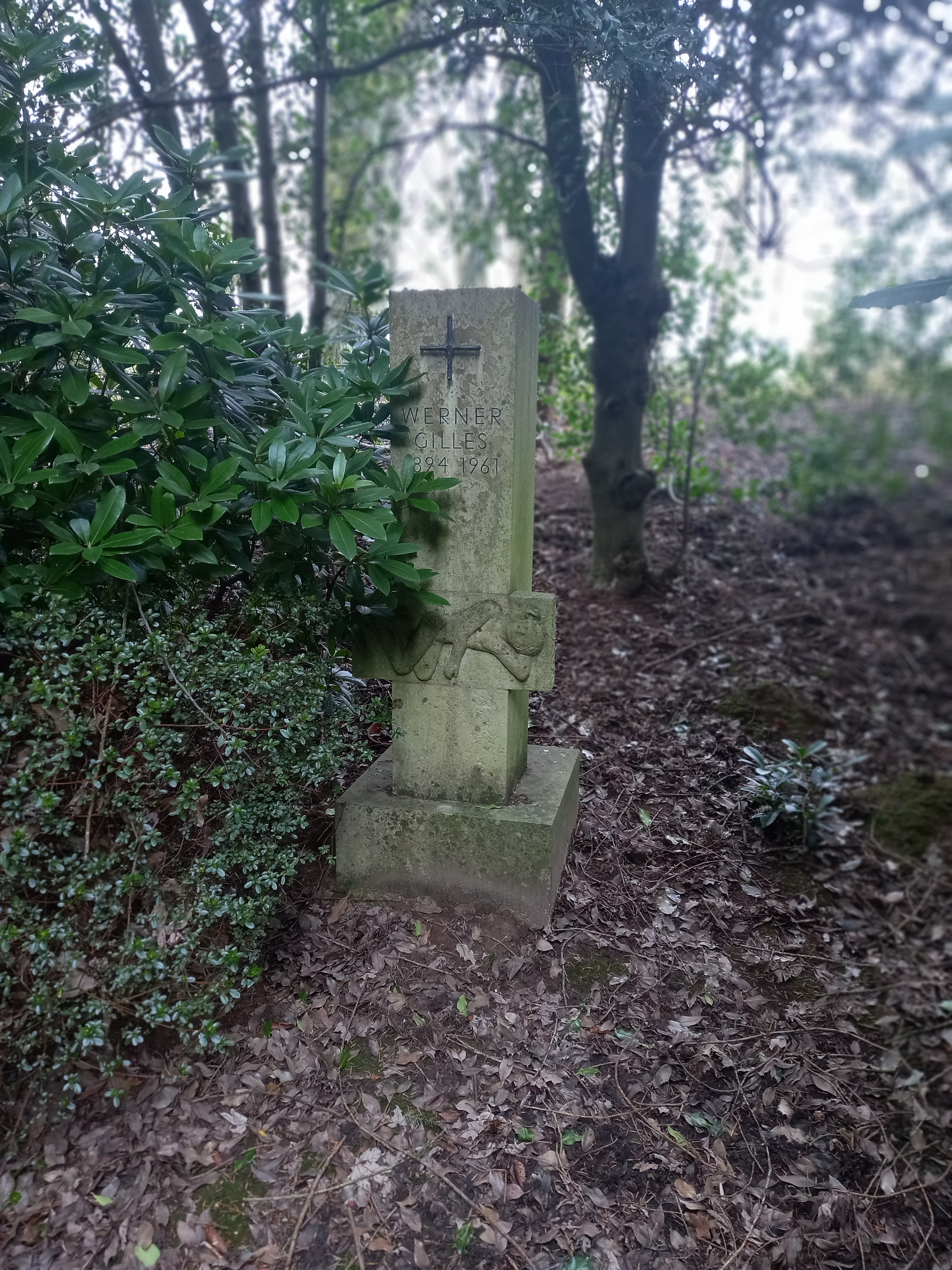
Das Grab von Werner Gilles auf dem Hauptfriedhof Mülheim an der Ruhr

Werner Gilles (* 29. August 1894 in Rheydt/Rheinland (heute: Mönchengladbach); † 23. Juni 1961 in Essen) war ein deutscher Maler.

## Leben
Werner Gilles wurde als viertes von neun Kindern in Mönchengladbach-Rheydt als Sohn des Volksschullehrers Wilhelm Gilles und seiner Frau Katharina geboren. 1901 siedelte die Familie nach Mülheim an der Ruhr über. Im Jahr 1913, als Primaner, unternahm er eine Studienreise nach Holland mit seinem Freund Otto Pankok. 1914 erhielt Gilles ein Stipendium der Leonhard-Stinnes-Stiftung, um an der Kunsthochschule in Kassel bei Hans Olde und Rudolf Siegmund zu studieren. Er war Kriegsfreiwilliger und bis 1918 Soldat in Russland, Serbien und Frankreich. 1919, nach dem Ersten Weltkrieg, studierte er zunächst Kunst an der Akademie in Weimar als Schüler von Walther Klemm, wechselte 1921 an das neu gegründete Bauhaus in Weimar und wurde in die Klasse von Lyonel Feininger aufgenommen. Im Jahr 1921 besuchte er zum ersten Mal Italien. Am Bauhaus in Weimar, an dem er bis 1923 studierte, freundete er sich mit den Künstlern Gerhard Marcks und Oskar Schlemmer an. Nach dem Studium arbeitete er in Berlin und unternahm weitere Italienreisen. 1926 zog er nach Düsseldorf, reiste aber bald nach Paris und wiederum nach Italien. 1930 erhielt er von der Preußischen Akademie der Künste ein Stipendium für einen Studienaufenthalt in der Villa Massimo in Rom. Anschließend besuchte er zum ersten Mal das Fischerdorf Sant’Angelo auf Ischia. In der Zeit des Nationalsozialismus waren seine Werke verfemt und wurden 1937 in der NS-Ausstellung Entartete Kunst vorgeführt. 17 seiner Werke wurden konfisziert. Trotz seiner Einberufung in den Volkssturm Ende 1944, Verwundung und eines kurzen Lazarettaufenthaltes konnte er dennoch in der Berliner Ateliergemeinschaft Klosterstraße (mit längeren Unterbrechungen zwischen 1936 und Februar 1945) das Atelier Nr. 110 belegen und dort weiterarbeiten.
Von 1951 bis 1960 war Werner Gilles aktives Vorstandsmitglied des Deutschen Künstlerbundes, 1961 dann im Ehrenvorstand. Ab dem Jahr 1951 lebte Gilles abwechselnd in München (im Winter) und im Sommer auf Ischia. Hier hatte er auch Kontakt zu dem Maler Werner Heldt, der 1954 bei einem Besuch im Hause Gilles’ verstarb. Im selben Jahr erhielt er den Großen Kunstpreis des Landes Nordrhein-Westfalen. 1957 verlieh ihm die Stadt Düsseldorf den Cornelius-Preis für Malerei. Werner Gilles starb am 23. Juni 1961 in Essen.
1996 wurde in Mülheim an der Ruhr eine Straße nach ihm benannt (Gillesweg).

## Werk
Die Aufenthalte auf der Insel Ischia haben Gilles’ Malerei entscheidend geprägt. Das Spannungsfeld zwischen der heidnischen klassischen Antike auf der einen Seite und der abendländisch-christlichen Kultur in der südlichen Landschaft der italienischen Insel auf der anderen Seite wurde sein bestimmendes Bildthema. Er malte Ölbilder und Aquarelle und thematisierte in seinen Landschaftsdarstellungen heitere wie bedrohliche Aspekte der Gegend in immer neuen Variationen. Seine Malerei der 1920er und 1930er Jahre hat dabei Anklänge an die Werke der Künstler des Blauen Reiters.
Das spätere Werk zeichnet sich durch Stilisierungen der Motive und eine eher flächige Bildkomposition aus.
Sein schriftlicher Nachlass wird im Deutschen Kunstarchiv im Germanischen Nationalmuseum in Nürnberg verwahrt.

## Werkzyklen (Auswahl)
- 1933: bis 1935 Zyklus „Arthur Rimbaud gewidmet“
- 1947: bis 1949 „Orpheus“, Aquarellzyklus
- 1950: Aquarelle zum „Tibetanischen Totenbuch“

## Ausstellungen (Auswahl)
- 1929: Große Kunstausstellung, Kunstverein Kassel
- 1948: 24. Biennale von Venedig, Venedig
- 1949: Kestnergesellschaft, Hannover
- 1950: 25. Biennale von Venedig, Venedig
- 1951: Galerie Henning, Halle/Saale (Aquarelle und Lithografien)
- 1955: documenta 1, Kassel
- 1958: 29. Biennale von Venedig, Venedig
- 1959: documenta II, Kassel
- 1961: Kunstverein für die Rheinlande und Westfalen, Düsseldorf
- 1962: Akademie der Künste, Berlin
- 1962: 31. Biennale von Venedig, Venedig
- 1963: Haus der Kunst, Große Kunstausstellung München
- 1964: documenta III, Kassel
- 1964: Kölnischer Kunstverein, Köln
- 1973: Rheinisches Landesmuseum, Bonn
- 1984: Städtisches Museum, Mülheim an der Ruhr
- 2000: Galerie Vömel, Düsseldorf
- 2001: Künstler der Galerie Vömel, Düsseldorf
- 2002: Galerie Koch, Hannover
- 2005/2006: Ein Arkadien der Moderne: Villa Romana Neues Museum, Weimar
- 2011: Kunstmuseum Mülheim an der Ruhr, Träumender und Sehender, Mülheim an der Ruhr
- 2012: Kunstmuseum Ahlen, Hans-Peter Porzner. Die Archäologie des Blickes: Werner Gilles